# فرانك كينيدي
فرانك كينيدي (بالإنجليزية: Frank Kennedy)‏ هو لاعب كرة قدم أسترالية أسترالي، ولد في 31 يوليو 1920، وتوفي في 27 ديسمبر 1990.

## وصلات خارجية
- فرانك كينيدي على موقع AustralianFootball.com (الإنجليزية)
- فرانك كينيدي على موقع AFLtables.com (الإنجليزية)